# Mirosław Szymkowiak
Mirosław Szymkowiak [mʲiˈrɔswaf ʃɨmˈkɔvʲak] (* 12. November 1976 in Posen) ist ein ehemaliger polnischer Fußballspieler.

## Karriere
Szymkowiak spielte bis zur Winterpause der Saison 2004/2005 beim polnischen Meister Wisła Kraków und wechselte dann zum türkischen Erstligisten Trabzonspor für eine Ablösesumme von 800.000 Euro. Dort blieb er zwei Jahre lang und beendete seine Karriere unangekündigt beim türkischen Erstligisten im Frühjahr 2007. Er ist 33-facher polnischer Nationalspieler und gehört auch bei der Fußball-Weltmeisterschaft 2006 zum Kader der polnischen Nationalmannschaft. 
Nach Beendigung seiner sportlichen Laufbahn wurde Szymkowiak Sportkommentator beim polnischen Pay-TV-Sender Canal+.

## Erfolge
- 6× Polnischer Meister (1996, 1997, 2001, 2003, 2004, 2005)
- 2× Polnischer Pokalsieger (2002, 2003)
- 2× Polnischer Supercupsieger (1996, 2001)
- 1× Polnischer Ligapokalsieger (2001)
- 1× U-16 Europameister (1993)
- 1× WM-Teilnahme (2006)

| Personendaten    | Personendaten             |
| ---------------- | ------------------------- |
| NAME             | Szymkowiak, Mirosław      |
| KURZBESCHREIBUNG | polnischer Fußballspieler |
| GEBURTSDATUM     | 12. November 1976         |
| GEBURTSORT       | Posen                     |